# Argument čínského pokoje
Argument čínského pokoje je myšlenkový experiment, jehož cílem je ukázat, že samotná schopnost smysluplně odpovídat na položené otázky (hlavní princip Turingova testu) není dostatečná pro prokázání schopnosti porozumění, což je to nejdůležitější, co očekáváme od tzv. silné umělé inteligence.

## Popis
V tomto pokusu si představíme uzavřenou místnost naplněnou velkým množstvím čínských textů, ve kterých se hypoteticky nalézá každá smysluplná věta tohoto jazyka.
Do takového pokoje umístíme člověka, který čínštinu neovládá, ale má znalost, kde případně najít na základě předaného textu odpověď. Tomuto člověku budeme písemně předávat otázky (jako v Turingově testu), tento člověk je teoreticky schopen v této knihovně najít dostatek materiálu na to, aby nalezl výskyt dodané otázky a prostým opsáním části kontextu vytvořil smysluplnou odpověď, kterou předá ven. Vnější tazatel by se mohl domnívat, že člověk uvnitř pokoje čínštině bez problému rozumí, přestože ve skutečnosti tomu tak není, člověk uvnitř pouze mechanicky pracuje s pro něj neznámými symboly, takže by jeho práci mohl zastat i zcela nemyslící stroj (Ve skutečnosti by samozřejmě byla knihovna textů obrovská, takže by člověk takovouto činnost provádět nemohl, ale princip argumentu platí, zvláště proto, že je obvykle aplikován na počítačové systémy umělé inteligence.).

## Protiargumentace
Argument čínského pokoje byl předložen filozofem Johnem Searlem v roce 1980, poté následovala velmi bohatá diskuse.
Jedna z námitek proti argumentu čínského pokoje se týká vymezení hranic systému. Člověk samotný sice čínštinu neovládá, ale součástí systému je také celá místnost s knihovnou a dostatkem překladových slovníků. Budeme-li se dívat na program jako na celou místnost se vším, co obsahuje, pak se bude při našem pozorování jevit schopný mluvit čínsky bez ohledu na to, že jeho komponenty (člověk, knihovna, slovník) by toho samostatně nebyly schopny. 